# La Ville-ès-Nonais
La Ville-ès-Nonais település Franciaországban, Ille-et-Vilaine megyében. Lakosainak száma 1226 fő (2022. január 1.). La Ville-ès-Nonais Châteauneuf-d’Ille-et-Vilaine, Saint-Père-Marc-en-Poulet, Saint-Suliac és Pleudihen-sur-Rance községekkel határos.

## Népesség
A település népességének változása:
| Lakosok száma | 537  | 581  | 634  | 949  | 1125 | 1166 | 1203 | 1220 | 1221 | 1226 |
|               | 1968 | 1982 | 1990 | 2006 | 2013 | 2015 | 2017 | 2019 | 2020 | 2022 |